# Walter Weigmann
Walter Weigmann (* 23. Mai 1902 in Ingolstadt; † 15. April 1945 gefallen bei Güntersberge im Harz) war ein deutscher Professor für Betriebswirtschaftslehre.

## Leben und Wirken
Walter Weigmann besuchte das Realgymnasium in Ingolstadt und schloss 1925 sein Studium als Diplom-Ingenieur an der Technischen Hochschule München und als Kaufmann 1929 an der Handelshochschule Leipzig ab. Er promovierte 1930 an der Technischen Hochschule München unter Doktorvater Werner zum Dr. techn. und habilitierte sich 1933 an der Handelshochschule Leipzig.
Weigmann war an der Handelshochschule Leipzig ab 1929 Assistent und ab 1933 Privatdozent. Zum 1. Mai 1933 trat er der NSDAP bei. In Göttingen war er von 1935 bis 1937 Dozent der Betriebslehre und von 1937 bis 1939 außerordentlicher Professor. Ab 1939 war er zuletzt als Leutnant Kriegsteilnehmer. 1942 forderte er, die Betriebswirtschaftslehre zur politischen Wissenschaft zu machen und nicht als Geisteswissenschaft anzusehen.

## Veröffentlichungen
- Rentabilität und wirtschaftliche Arbeit insbes. der öffentlichen Elektrizitätswirtschaft. Berlin: Verlagsbuchh. L. Weiss, 1930
- Ist Rentabilität ein Maßstab für wirtschaftliches Handeln. Berlin: L. Weiss, 1930
- Grundlagen des Betriebsvergleichs. Stuttgart: Poeschel, 1932.
- Moderne Fabrikbuchhaltung mit besonderer Berücksichtigung der kalkulatorischen (Betriebs-)Buchhaltung und der Aktienrechtsreform. Leipzig: Meiner, 1935 1. Aufl., 1937 2. durchges. u. erw. Aufl., 1940 3. wesentl. erw. Aufl.  * Durchführungsmöglichkeiten von Betriebsvergleichen. Düsseldorf: Verl. Stahleisen, 1935
- Buchführung und Bilanz unter besonderer Berücksichtigung der Verordnungen zur Ordnung der Wirtschaft. Leipzig: Bibliogr. Inst., 1938
- Allgemeine Grundlegung des Betriebsvergleichs. Leipzig: Meiner, 1939
- Selbstkostenrechnung und Preisbildung in der Industrie, unter bes. Berücks. d. Leitsätze f. d. Preisermittlung bei öffentl. Aufträgen (LSÖ.) u. d. Kostenrechnungsgrundsätze. Leipzig: Gloeckner, 1939 1. Aufl., 1941 2. wesentl. erw. Aufl.